# Кулаков, Александр Леонтьевич
Александр Леонтьевич Кулаков (23 февраля 1909, Подольск — 14 ноября 1955) — советский мотогонщик, заслуженный мастер спорта СССР (1948).

## Биография
Родился 23 февраля 1909 года в Подольске.
Работал мастером в мотоцехе Подольского механического завода. С 17 лет занимался мотоспортом.
Выступал за мотокоманду ЦСКА (Москва). Двукратный чемпион СССР 1950 в линейных гонках на 300 километров и шоссейно-кольцевым гонкам с колясочником И. Хохловым в классе мотоциклов до 750 см³ с колясками. Серебряный призёр чемпионата СССР 1953 по шоссейно-кольцевым гонкам с колясочником В. Поляковым.
Награждён орденом «Знак Почёта», тремя медалями, в том числе «За боевые заслуги», «За победу над Германией в Великой Отечественной войне 1941—1945 гг.».
Скончался 14 ноября 1955 года после непродолжительной тяжёлой болезни.
Братья — Виктор, также мотогонщик, заслуженный мастер спорта СССР; Эдуард, ведущий конструктор ВНИИ Мотопром г. Серпухов.